# Шебенік-Ябланіца
Національний парк Шебенік-Ябланіца (алб. Parku Kombëtar Shebenik-Jabllanicë}) — національний парк, розташований в східній частині області Ельбасан в центральній Албанії. Парк займає площу понад 339 км² і межує на сході з Північною Македонією. На території парку знаходяться гірські хребти Шебенік і Ябланіца (його західна частина), які і дали назву національному парку.

## Географія

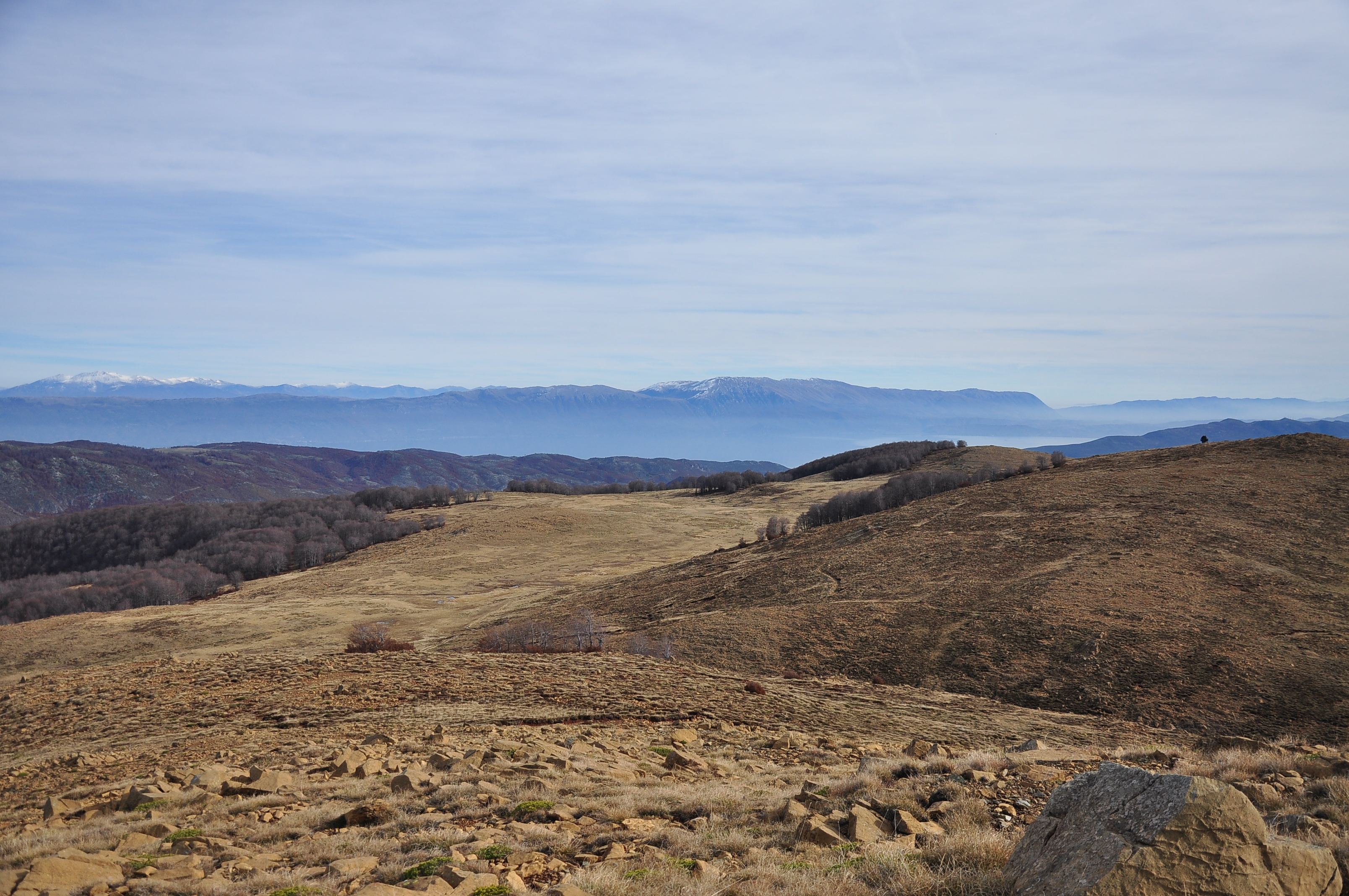
Вид на Охридське озеро з території парку

Територією національного парку течуть річки Кірішта і Буштріца, які мають довжину близько 22 км, а також безліч дрібних річок. У національному парку не менше 14 льодовикових озер, найвище з яких знаходиться на висоті близько 1900 метрів над рівнем моря.
Клімат переважно середземноморський із середньорічною температурою від 7 °C до 10 °С. Річна кількість опадів становить від 1300 мм до 1800 мм.

## Дика природа і екологія
На території парку росте велика кількість різних рідкісних і ендемічних видів рослин і грибів.

### Флора
У парку росте бук, ялиця, сосна, дуб, а також такі види як верба пурпурова, клен гостролистий, береза повисла і ялиця біла на північних схилах.

### Фауна
Національний парк є одним з основних ареалів проживання зникаючої рисі балканської, підвиду рисі євразійської. 21 квітня 2011 року дослідницька команда PPNEA зробила перше фото живої балканської рисі, яка мешкає в межах національного парку. Тут також мешкають бурий ведмідь, вовк, сарна, кабан, видра річкова. З птахів мешкають беркут, глухар і рябчик.

## Галерея

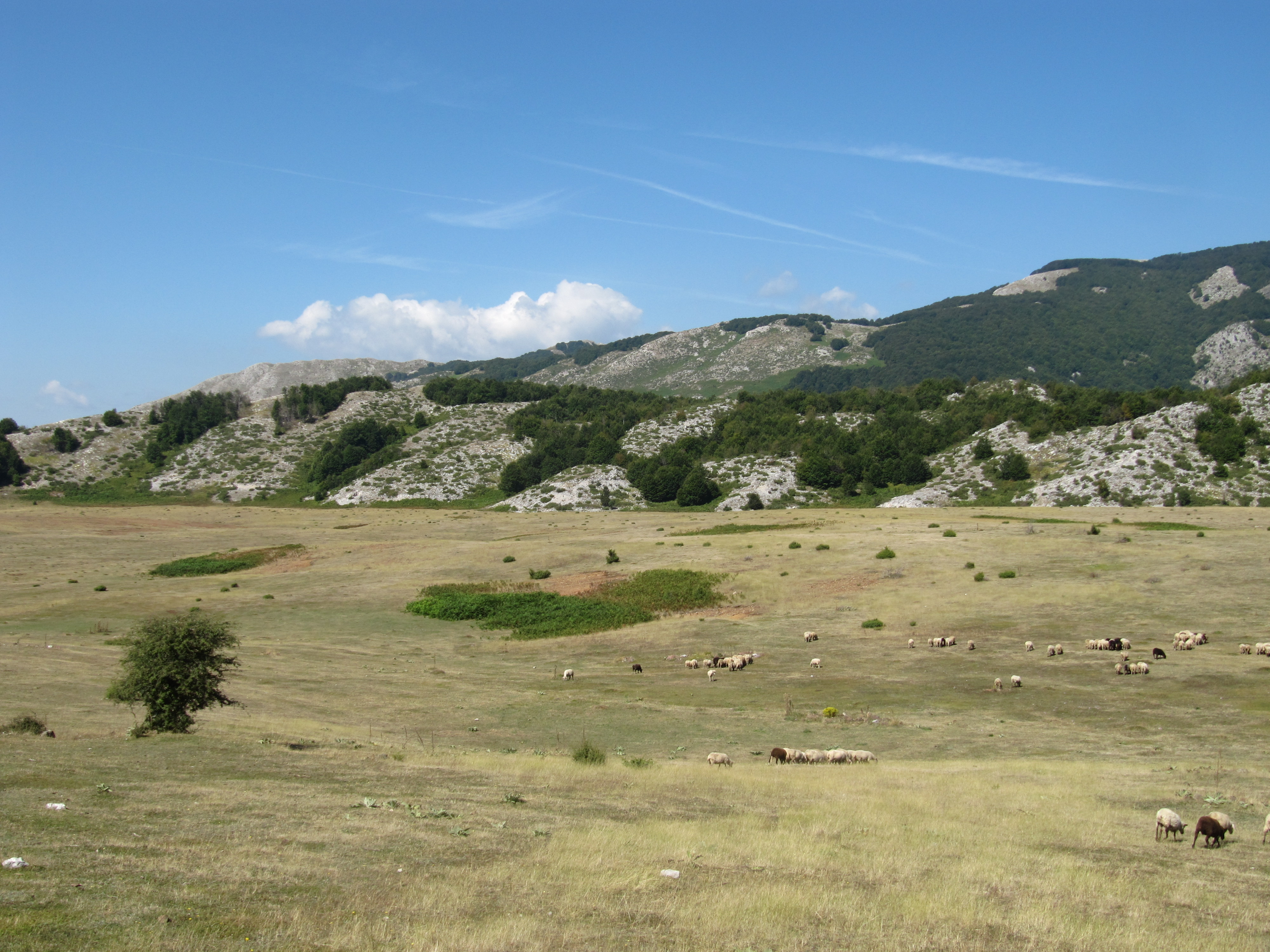
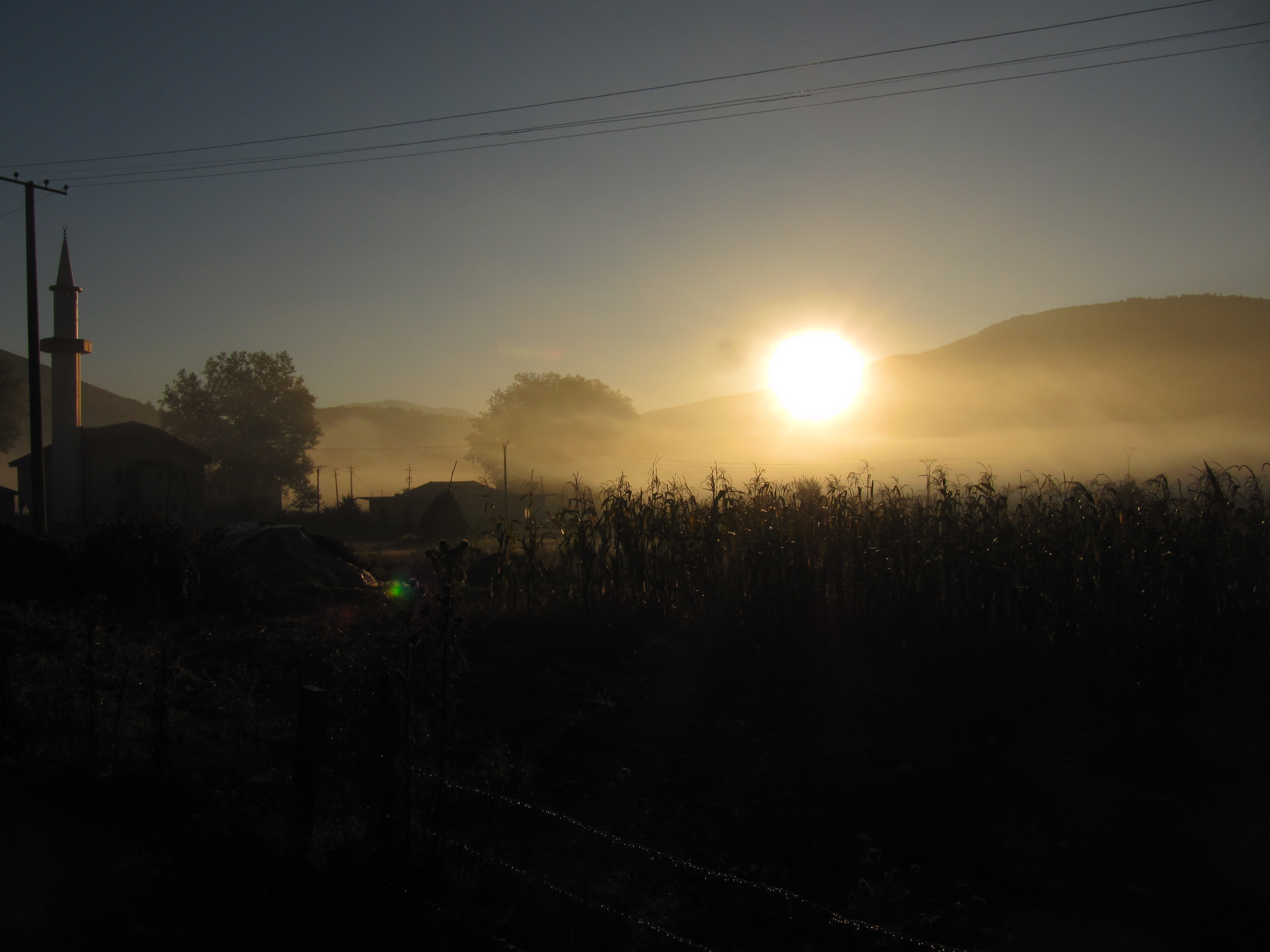
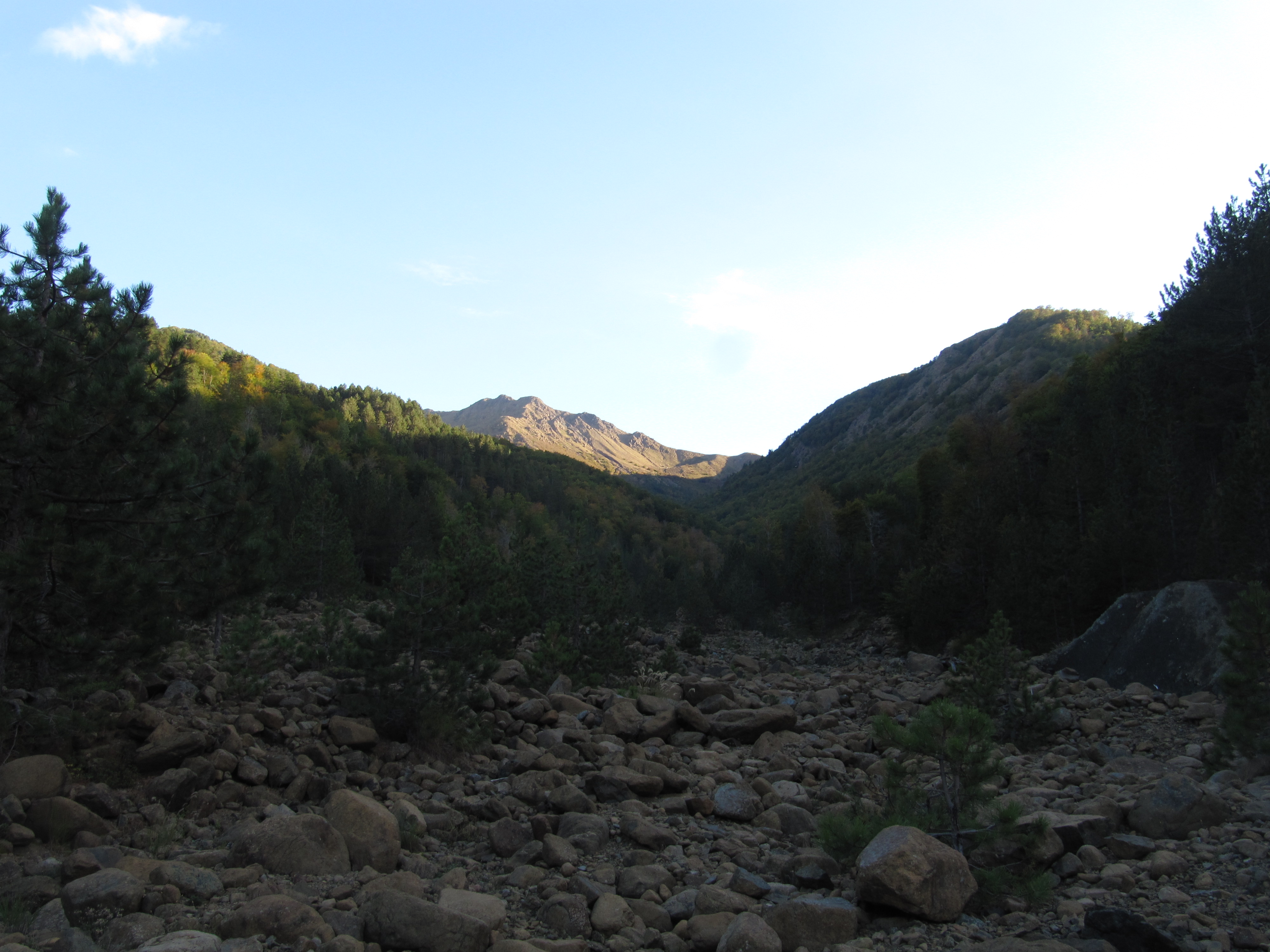
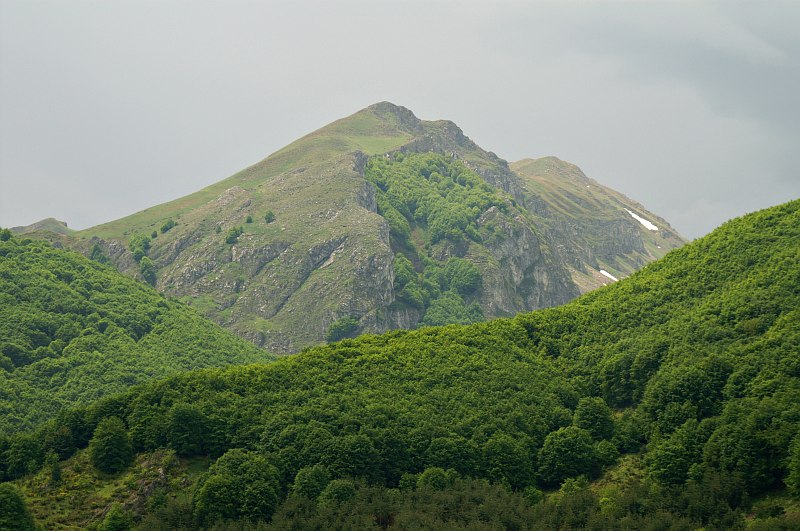